# Cigaritis
Genre
Cigaritis est un genre de lépidoptères (papillons) africains et asiatiques de la famille des Lycaenidae et de la sous-famille des Aphnaeinae.

## Systématique
Le genre Cigaritis a été décrit par l'entomologiste français Hugues-Fleury Donzel (en) en 1847. L'espèce type est Cigaritis zohra Donzel, 1847.
Il a pour synonymes : 
- Zerythis Lucas, 1849
- Spindasis Wallengren, 1857
- Apharitis Riley, 1925

## Noms vernaculaires
Quand elles ont un nom vernaculaire, les espèces du genre Cigaritis sont appelées Faux-cuivrés en français, et Leopard Butterflies, Silverlines ou Barred Blues en anglais.

## Liste des espèces
Selon FUNET Tree of Life (18 janvier 2020) :
- Cigaritis zohra Donzel, 1847 — le Faux-cuivré berbère — au Maroc et en Algérie.
- Cigaritis siphax (Lucas, 1849) — le Faux-cuivré numide — en Algérie et en Tunisie.
- Cigaritis allardi Oberthür, 1909 — le Faux-cuivré mauresque — au Maroc et en Algérie.
- Cigaritis acamas (Klug, 1834) — de l'Afrique à l'Inde, à Chypre.
- Cigaritis apelles (Oberthür, 1878) — au Malawi, au Zaïre, an Ouganda et au Kenya.
- Cigaritis apuleia (Hulstaert, 1924) — au Zaïre et au Congo.
- Cigaritis avriko (Karsch, 1893) — au Togo, en Haute-Volta, au Cameroun, en Ouganda, dans le Nord du Nigeria et l'Ouest du Kenya.
- Cigaritis baghirmii (Stempffer, 1946) — dans l'Ouest du Tchad.
- Cigaritis bergeri (Bouyer, 2003)
- Cigaritis brunnea (Jackson, 1966) — en Zambie, en Ouganda et dans l'Ouest de la Tanzanie.
- Cigaritis buchanani (Rothschild, 1921) — en Gambie, au Mali, dans le Nord du Nigeria et au Tchad.
- Cigaritis collinsi (Kielland, 1980) — dans le Nord-Est de la Tanzanie.
- Cigaritis crustaria (Holland, 1890) — de la Guinée à l'Ouganda.
- Cigaritis cynica (Riley, 1921) — dans le Nord de la Zambie.
- Cigaritis dufranei (Bouyer, 1991)
- Cigaritis ella (Hewitson, 1865) — en Afrique du Sud et dans l'Est du Kenya.
- Cigaritis gilletti (Riley, 1925) — en Somalie.
- Cigaritis hassoni (Bouyer, 2003)
- Cigaritis homeyeri (Dewitz, 1886) — en Angola, en Zambie, en Ouganda et au Kenya.
- Cigaritis iza (Hewitson, 1865) — au Ghana, en Sierra Leone et en Côte d'Ivoire.
- Cigaritis menelas (Druce, 1907) — en Côte d'Ivoire.
- Cigaritis modestus (Trimen, 1891) —  — en Namibie, en Angola et en Zambie
- Cigaritis montana (Joicey & Talbot, 1924) — dans le Sud du Zaïre et en Zambie.
- Cigaritis mozambica (Bertolini, 1850) — dans toute l'Afrique tropicale et australe.
- Cigaritis myrmecophila Dumont, 1922 — le Faux-cuivré du caligône — de l'Algérie à l'Iran.
- Cigaritis nairobiensis (Sharpe, 1904)
- Cigaritis namaquus (Trimen, 1874) — en Afrique du Sud.
- Cigaritis natalensis (Westwood, 1851) — en Afrique du Sud et au Botswana.
- Cigaritis nilus (Hewitson, 1865) — du Ghana au Soudan et au Kenya.
- Cigaritis nyassae (Butler, 1884) — au Malawi, au Kenya et en Ouganda.
- Cigaritis overlaeti (Bouyer, 1998)
- Cigaritis phanes (Trimen, 1873) — en Afrique australe.
- Cigaritis pinheyi (Heath, 1983)
- Cigaritis scotti (Gabriel, 1954) — dans le Sud du Yémen.
- Cigaritis shaba (Bouyer, 1991)
- Cigaritis somalina (Butler, [1886]) — dans le Nord du Kenya, en Éthiopie, en Somalie et dans le Sud de l'Arabie.
- Cigaritis tanganyikae (Kielland, 1990)
- Cigaritis tavetensis (Lathy, 1906) — dans le Nord de la Tanzanie, dans l'Est de l'Ouganda et au Kenya.
- Cigaritis trimeni (Neave, 1910) — en Zambie, au Malawi, en Tanzanie, en Angola et au Zaïre.
- Cigaritis victoriae (Butler, 1884) — au Zimbabwe, au Malawi, en Tanzanie et dans l'Est du Kenya.
- Cigaritis cilissa Lederer, 1861 — en Syrie et au Kurdistan.
- Cigaritis maxima Staudinger, 1901 — en Syrie et au Kurdistan.
- Cigaritis epargyros (Eversmann, 1854) — de l'Arabie à l'Amour.
- Cigaritis seliga (Fruhstorfer, 1912) — en Asie du Sud-Est.
- Cigaritis kutu (Corbet, 1940) — en Malaisie péninsulaire.
- Cigaritis lohita (Horsfield, [1829]) — en Asie du Sud et du Sud-Est.
- Cigaritis syama (Horsfield, [1829]) — en Chine et en Asie du Sud-Est
- Cigaritis mishmisensis (South, 1913) — en Inde.
- Cigaritis vulcanus (Fabricius, 1775) — en Asie du Sud et du Sud-Est.
- Cigaritis schistacea (Moore, [1881]) — en Inde, au Sri Lanka et en Birmanie.
- Cigaritis ictis (Hewitson, 1865) — en Inde et au Sri Lanka.
- Cigaritis trifurcata (Moore, 1882) — en Inde.
- Cigaritis lunulifera (Moore, 1879) — en Inde et au Sri Lanka.
- Cigaritis nubilus (Moore, [1887]) — au Sri Lanka.
- Cigaritis maximus (Elwes, [1893]) — en Birmanie, en Thaïlande et au Laos.
- Cigaritis lilacinus (Moore, 1884) — en Inde et en Birmanie.
- Cigaritis greeni (Heron, 1896) — au Sri Lanka.
- Cigaritis vixinga (Hewitson, 1875) — en Asie du Sud-Est.
- Cigaritis nipalicus (Moore, 1884) — dans l'Ouest de l'Inde et au Népal.
- Cigaritis zhengweille (Huang, 1998) — en Chine
- Cigaritis rukmini (de Nicéville, [1889]) — au Sikkim en Assam.
- Cigaritis rukma (de Nicéville, [1889]) — au Sikkim et au Bhoutan.
- Cigaritis elwesi Evans, [1925] — en Inde.
- Cigaritis learmondi (Tytler, 1940) — en Birmanie et en Thaïlande.
- Cigaritis evansii (Tytler, 1915) — en Assam et en Thaïlande.
- Cigaritis abnormis (Moore, [1884]) — dans le Sud de l'Inde.
- Cigaritis arooni (Murayama & Kimura, 1990) — dans le Nord de la Thaïlande.
- Cigaritis leechi (Swinhoe, 1912) — dans l'Ouest de la Chine.
- Cigaritis takanonis (Matsumura, 1906) — au Japon.
- Cigaritis elima (Moore, 1877) — en Inde et au Sri Lanka.
- Cigaritis junodi (D'Abrera, 1980) — dans le Transvaal.
- Cigaritis lutosus (Plötz, 1880) — en Afrique de l'Ouest.

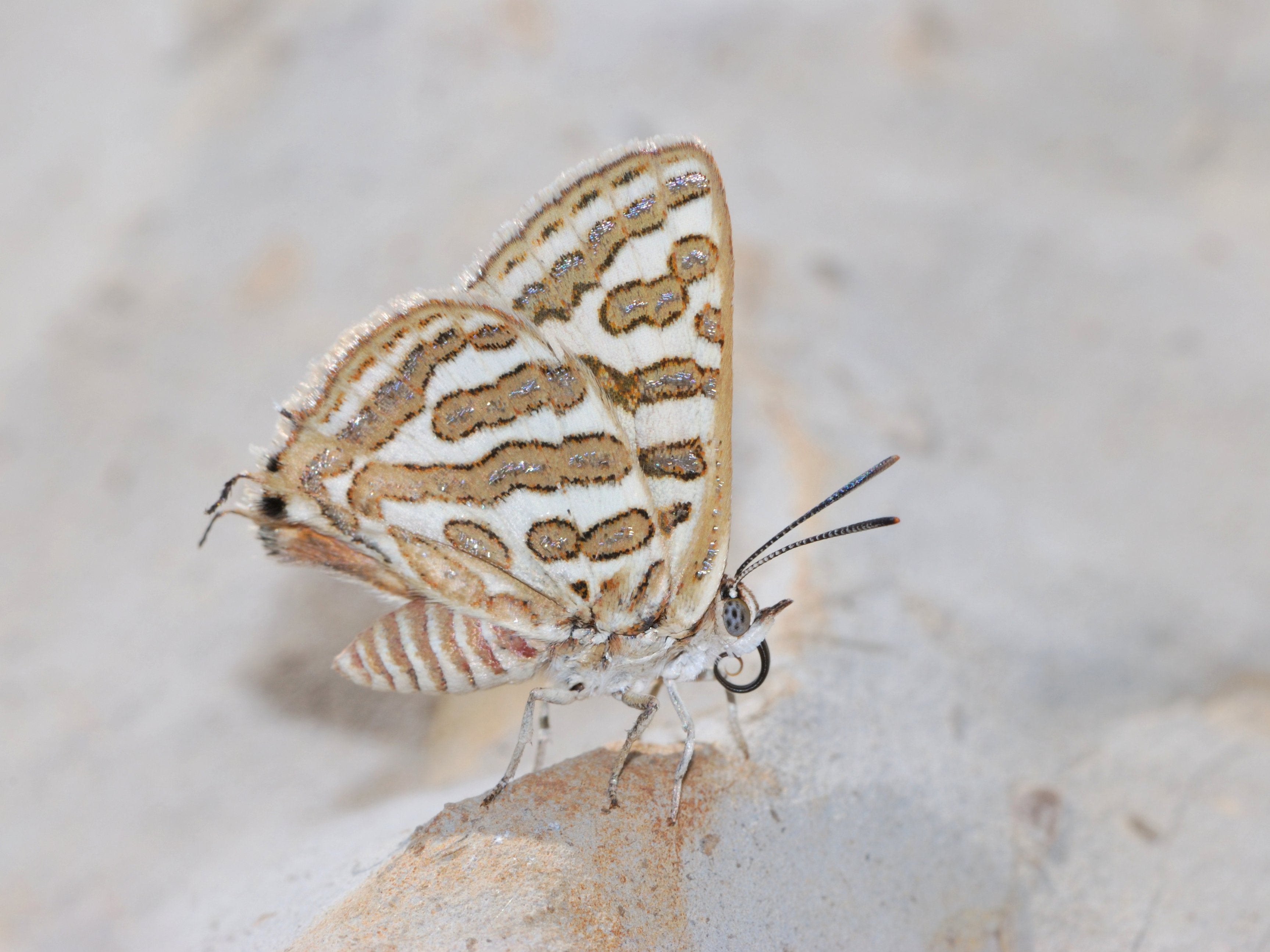
Cigaritis acamas
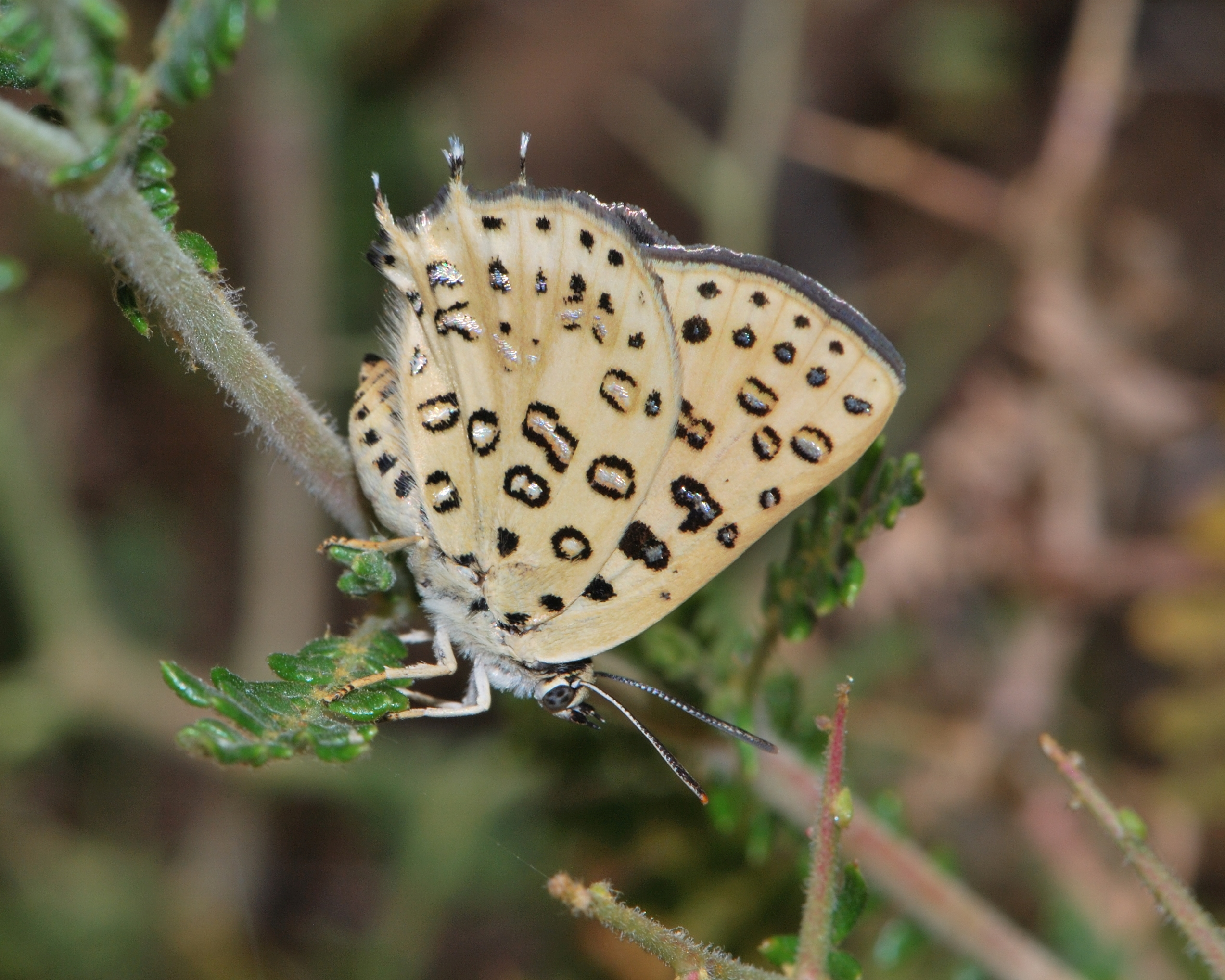
Cigaritis cilissa
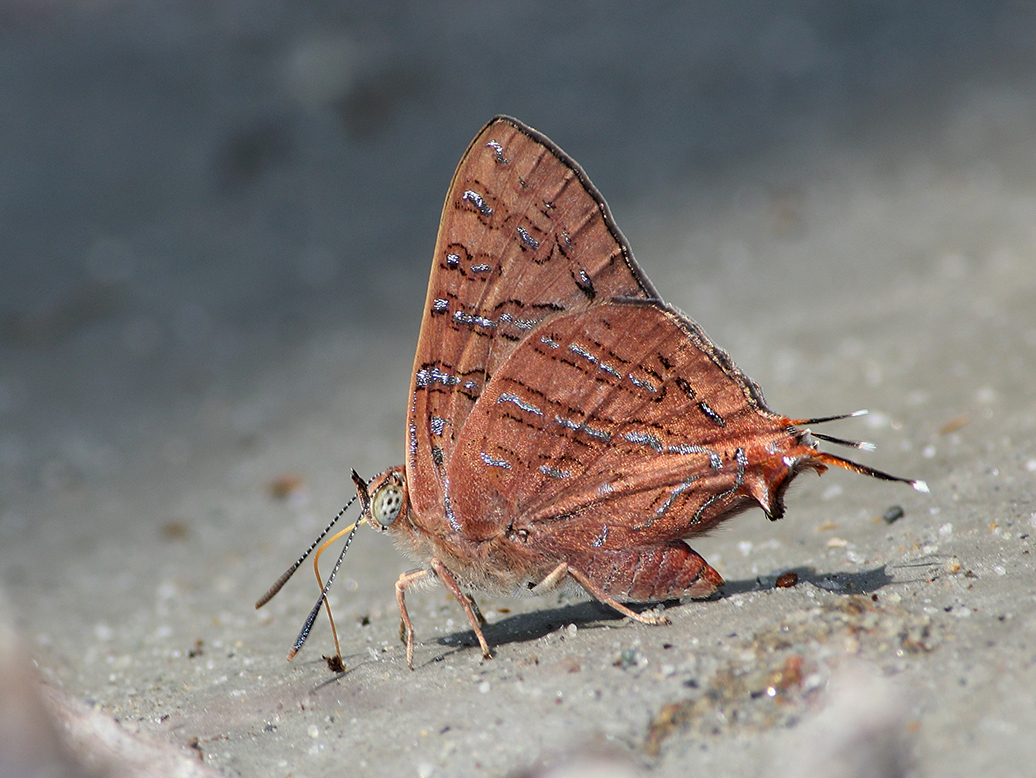
Cigaritis elima
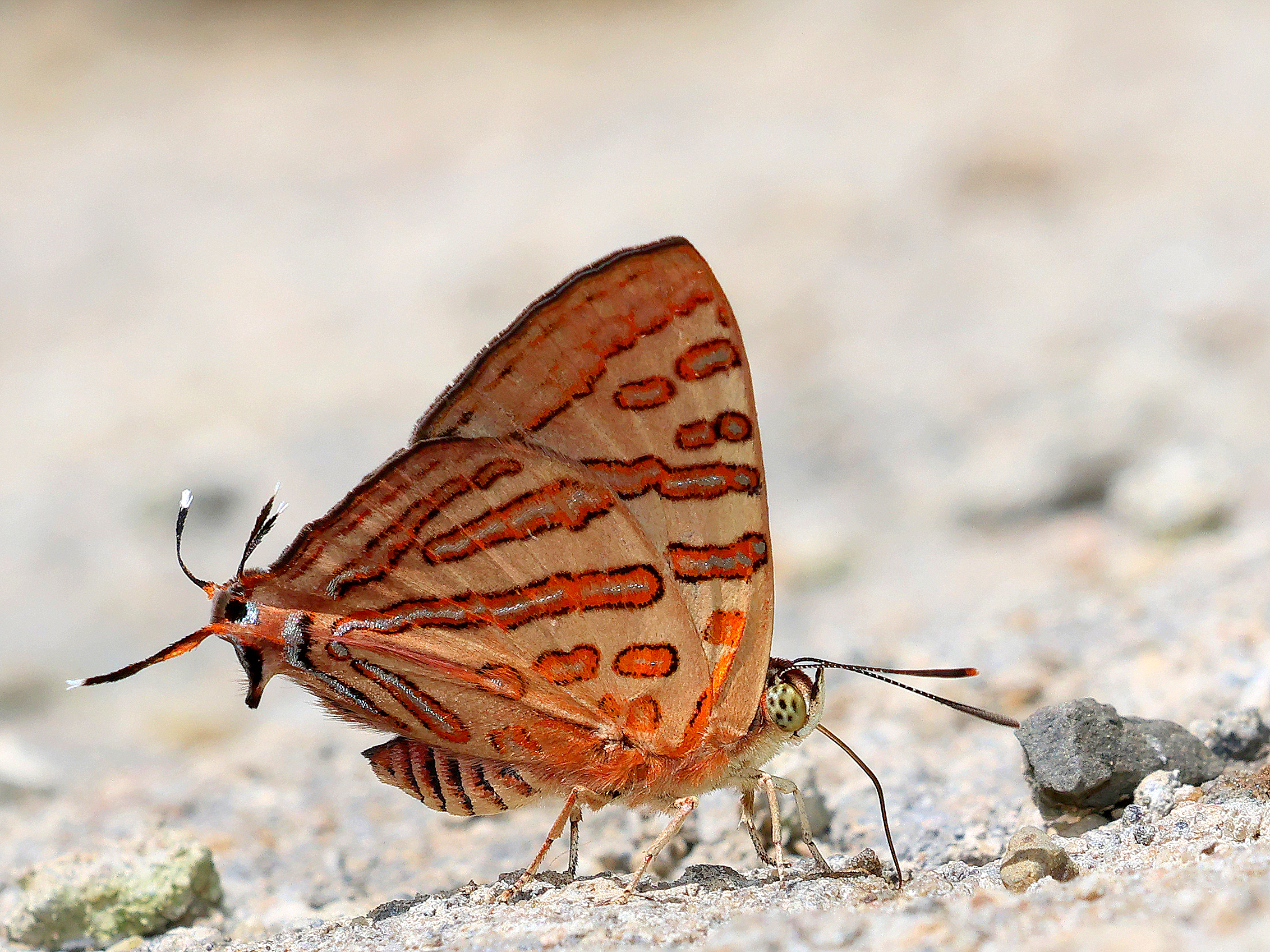
Cigaritis evansii
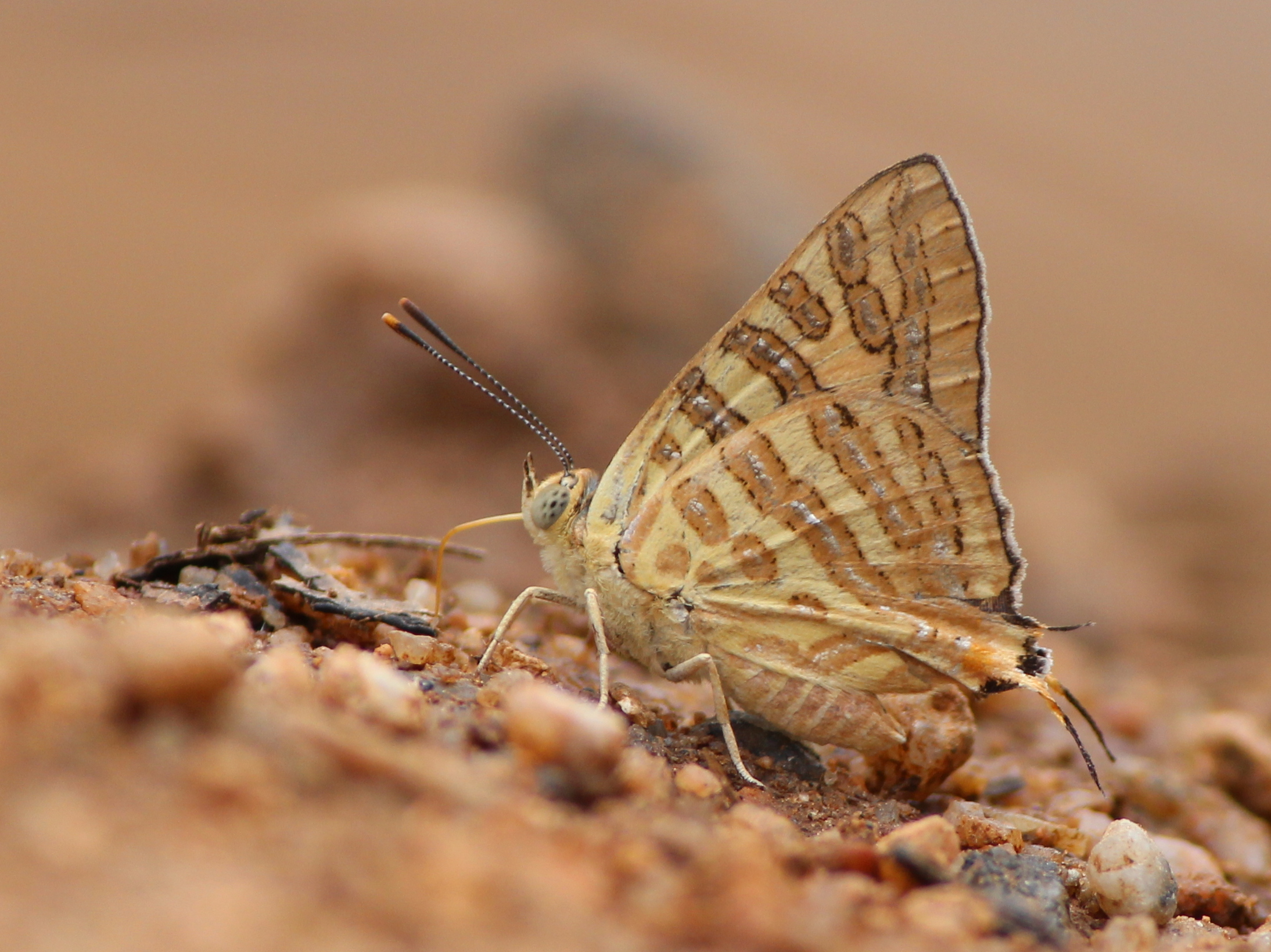
Cigaritis ictis
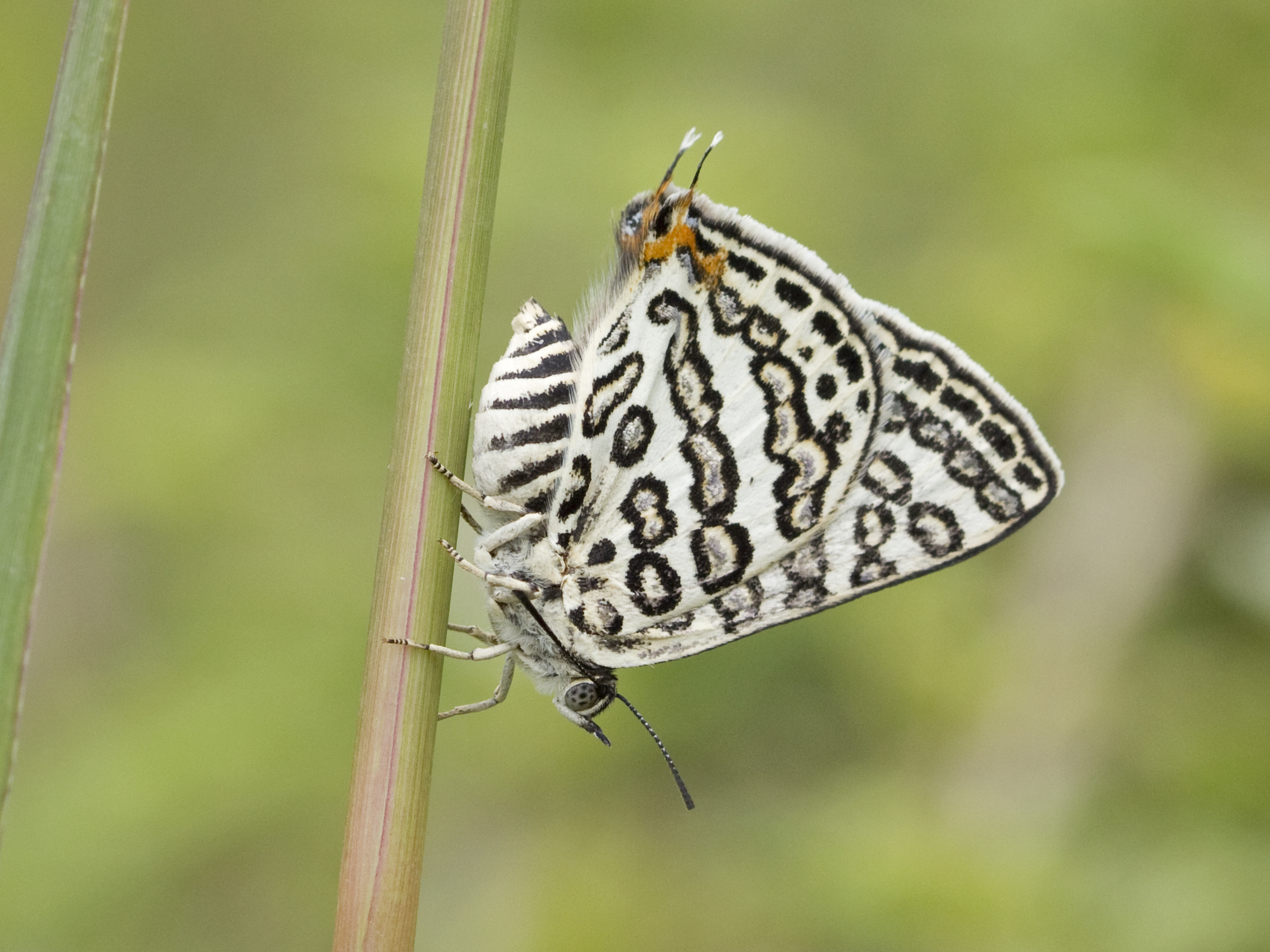
Cigaritis lilacinus
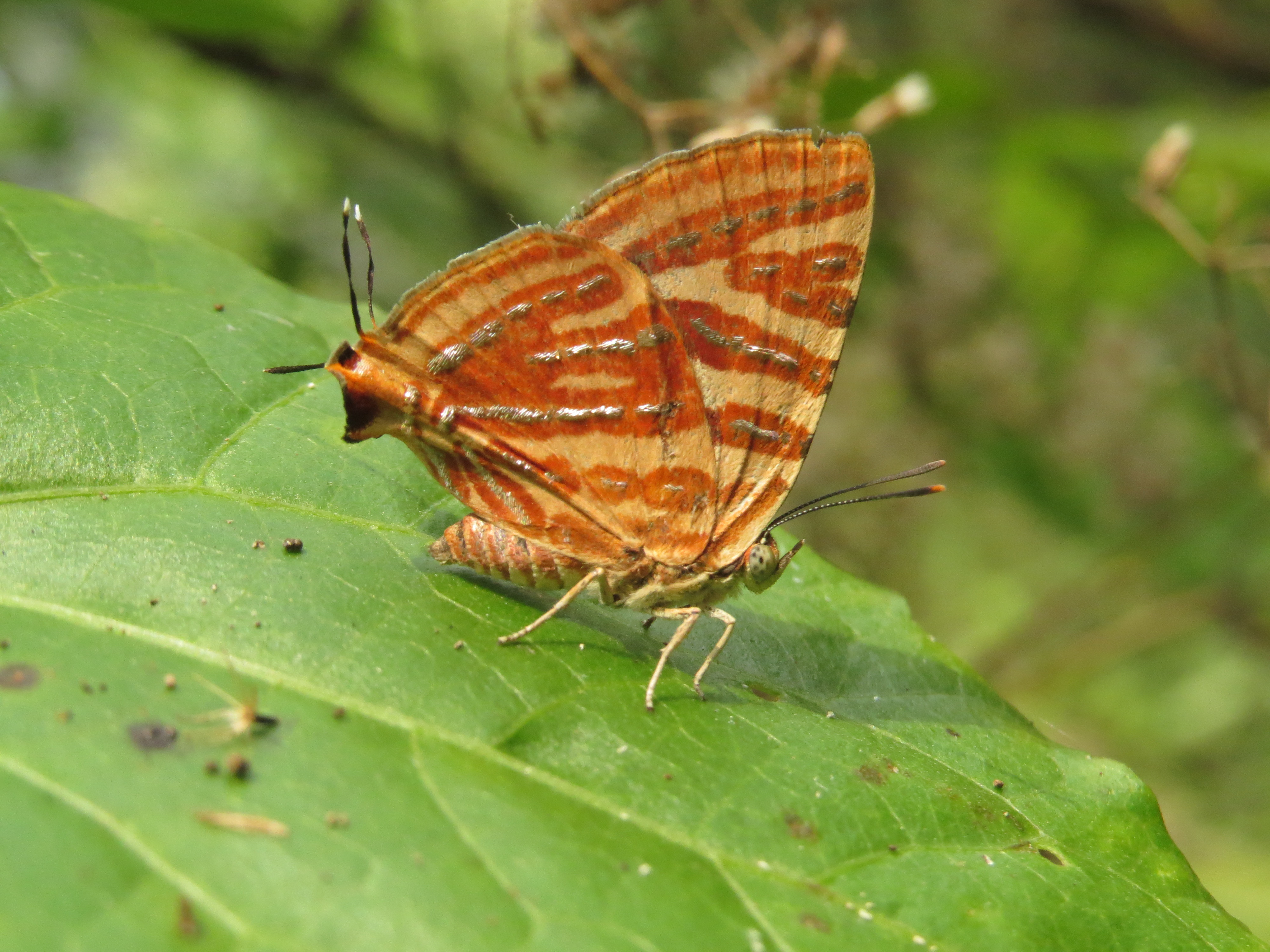
Cigaritis lohita
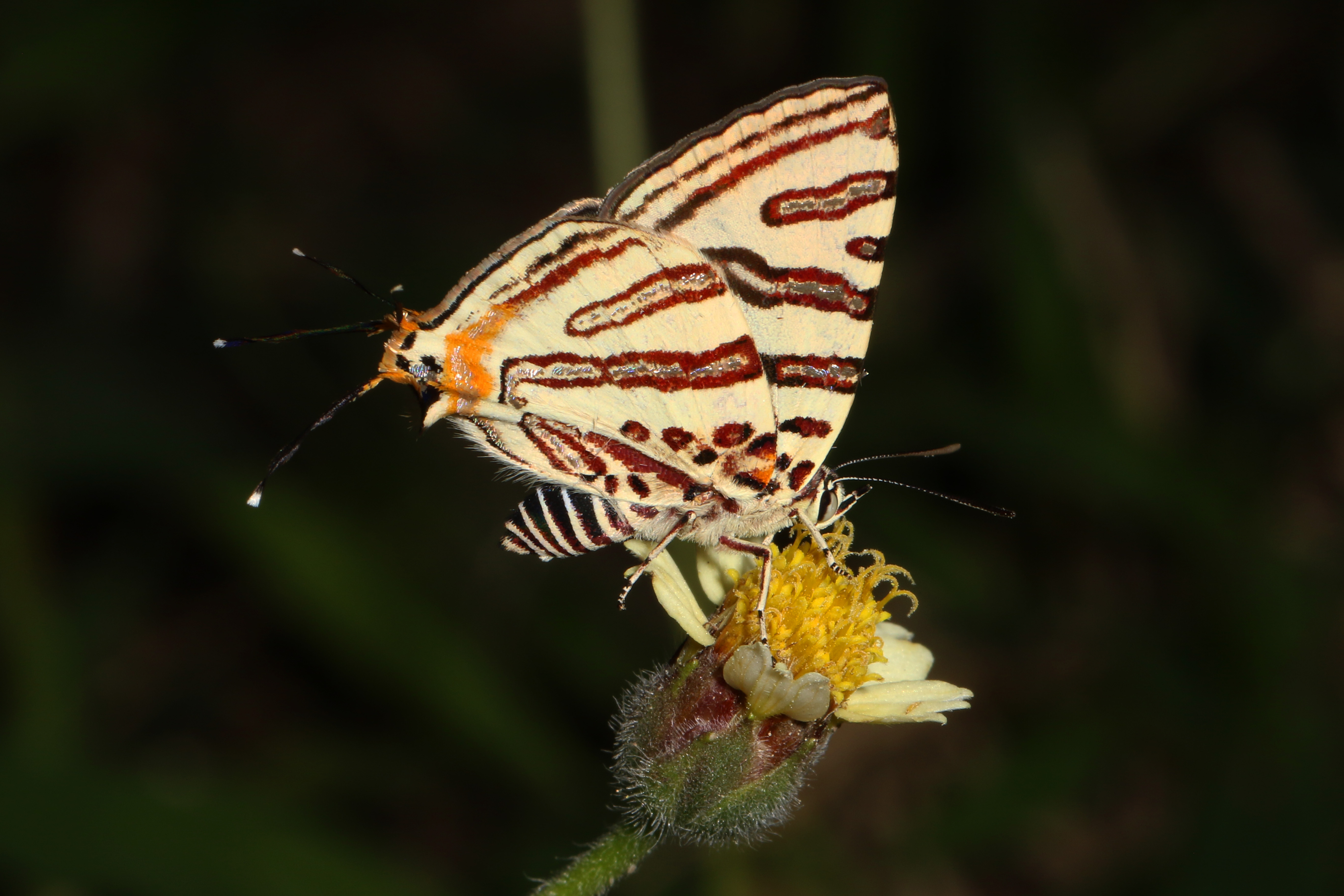
Cigaritis natalensis
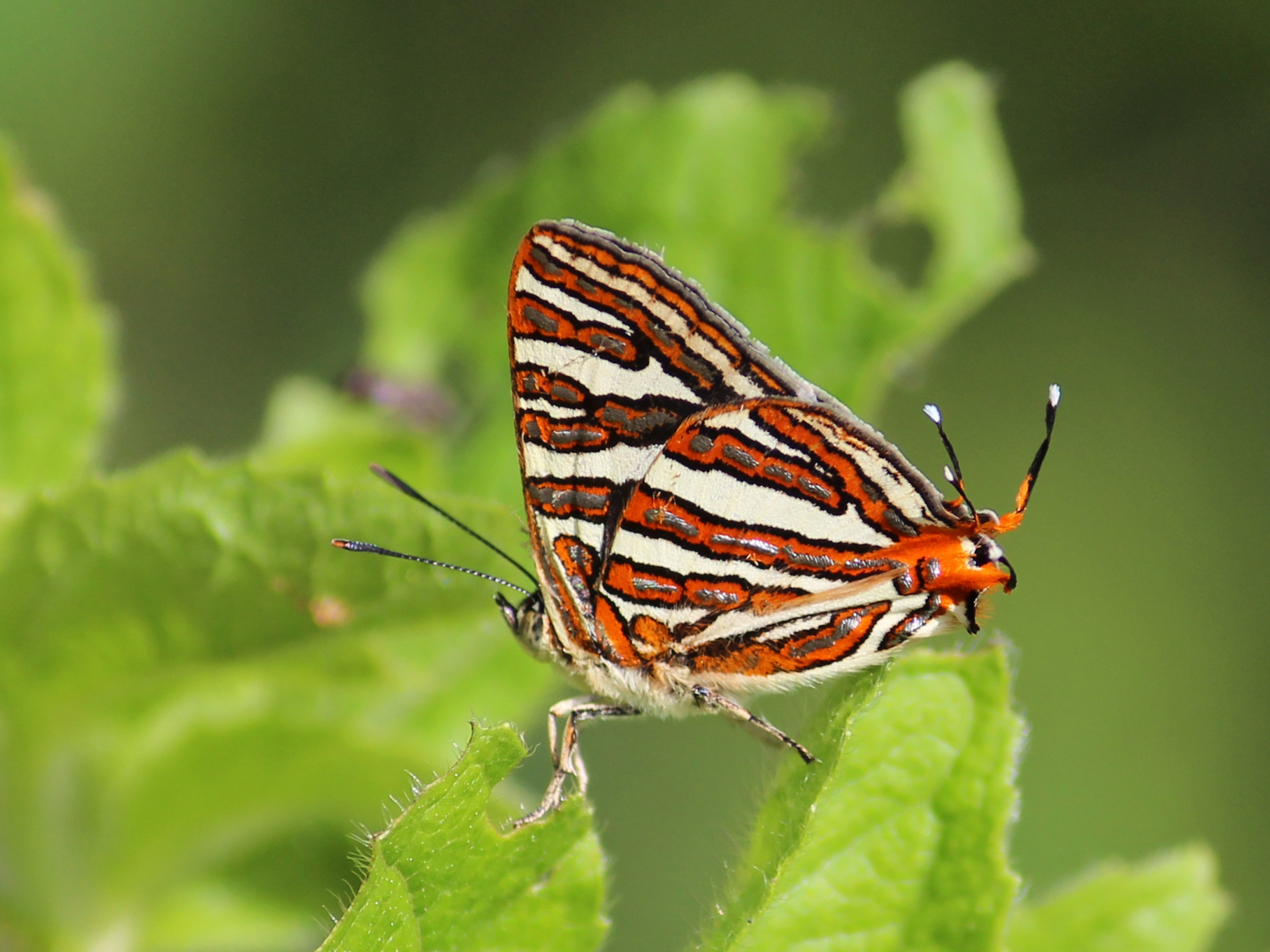
Cigaritis schistacea
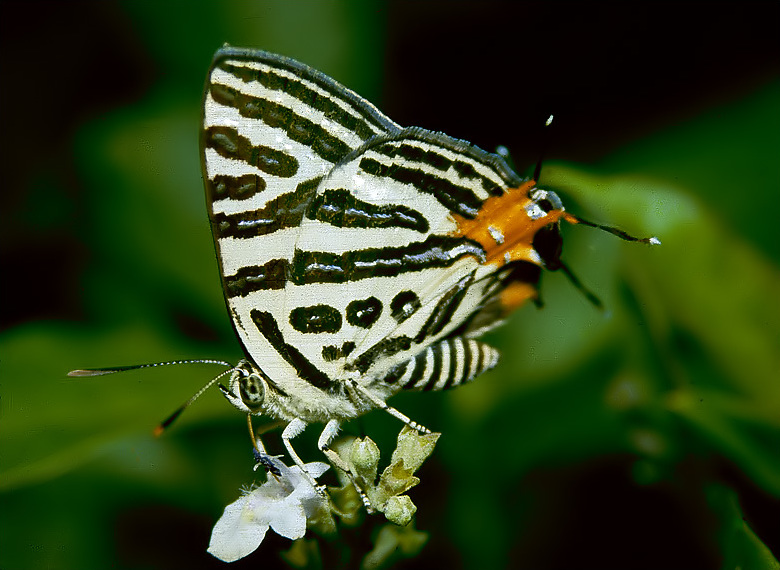
Cigaritis syama
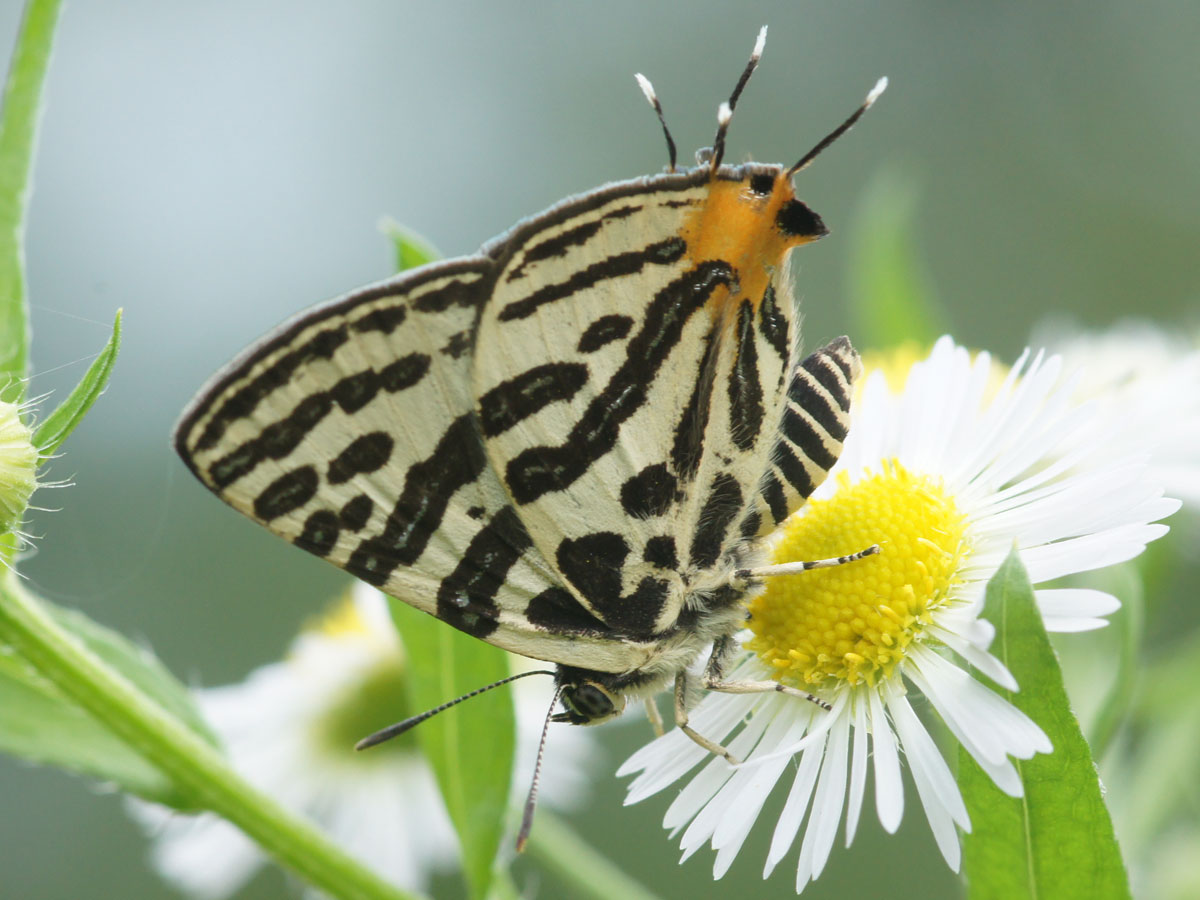
Cigaritis takanonis
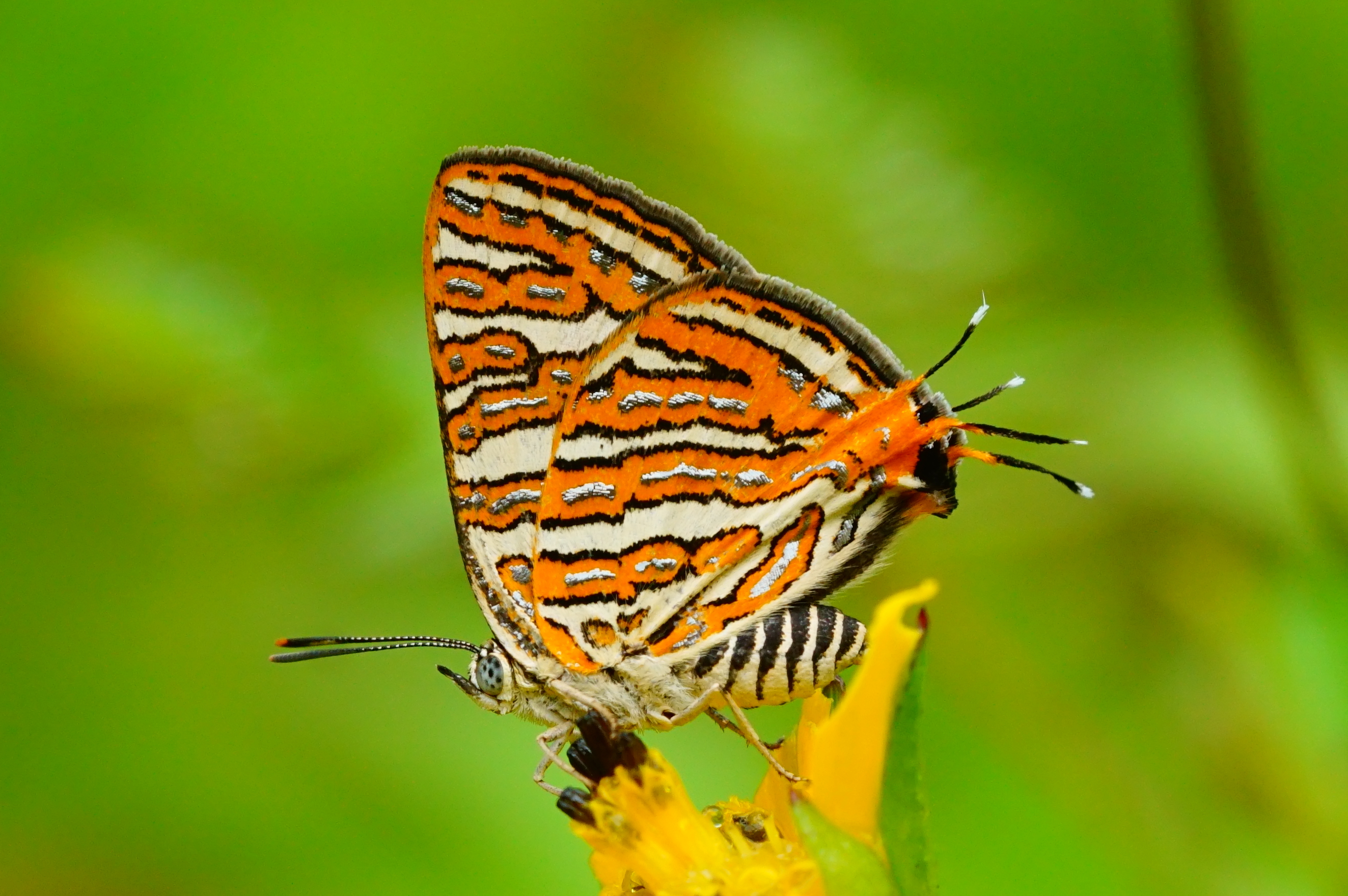
Cigaritis vulcanus